# Oberröttenscheid

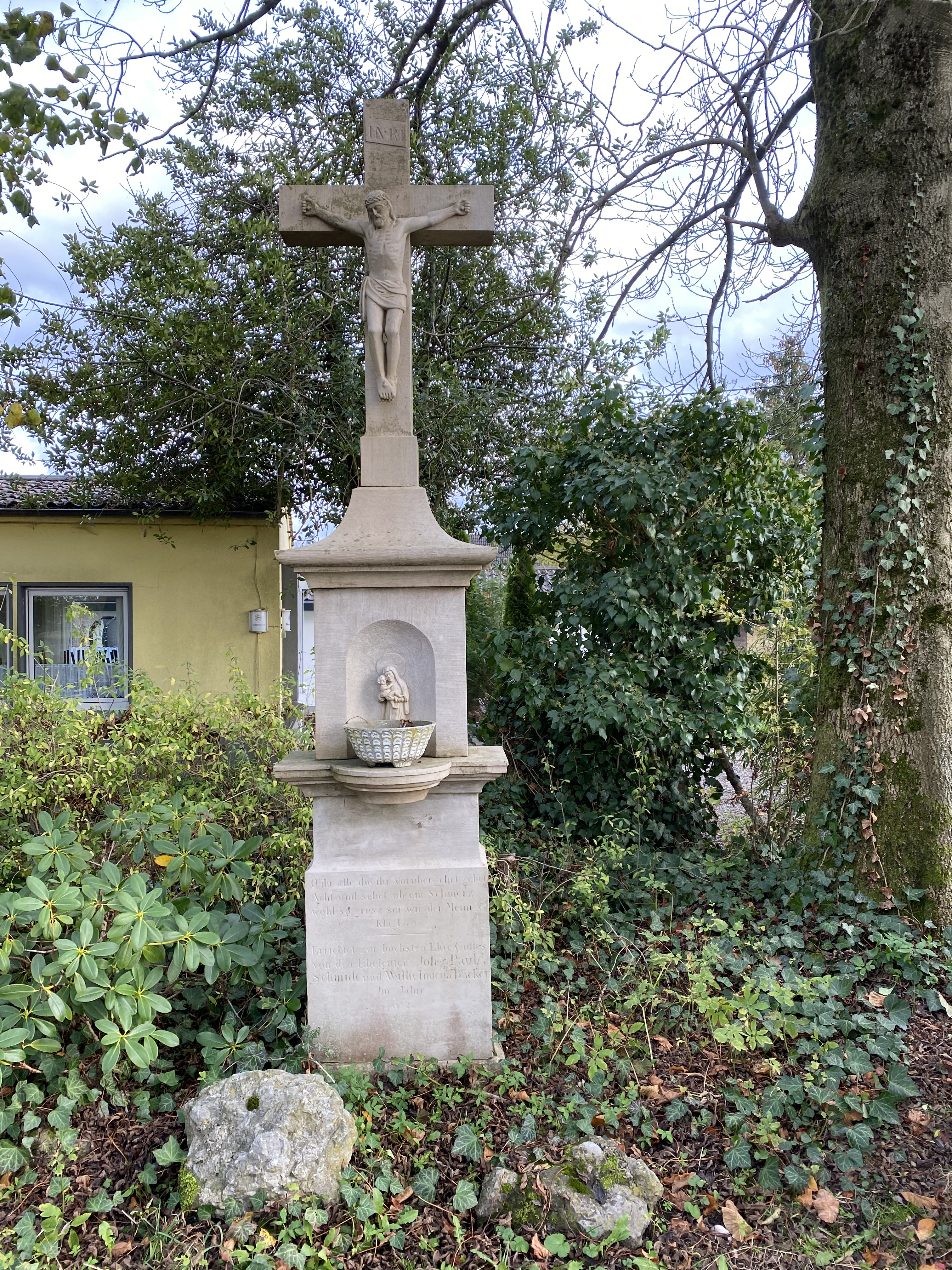
Wegekreuz (1852)

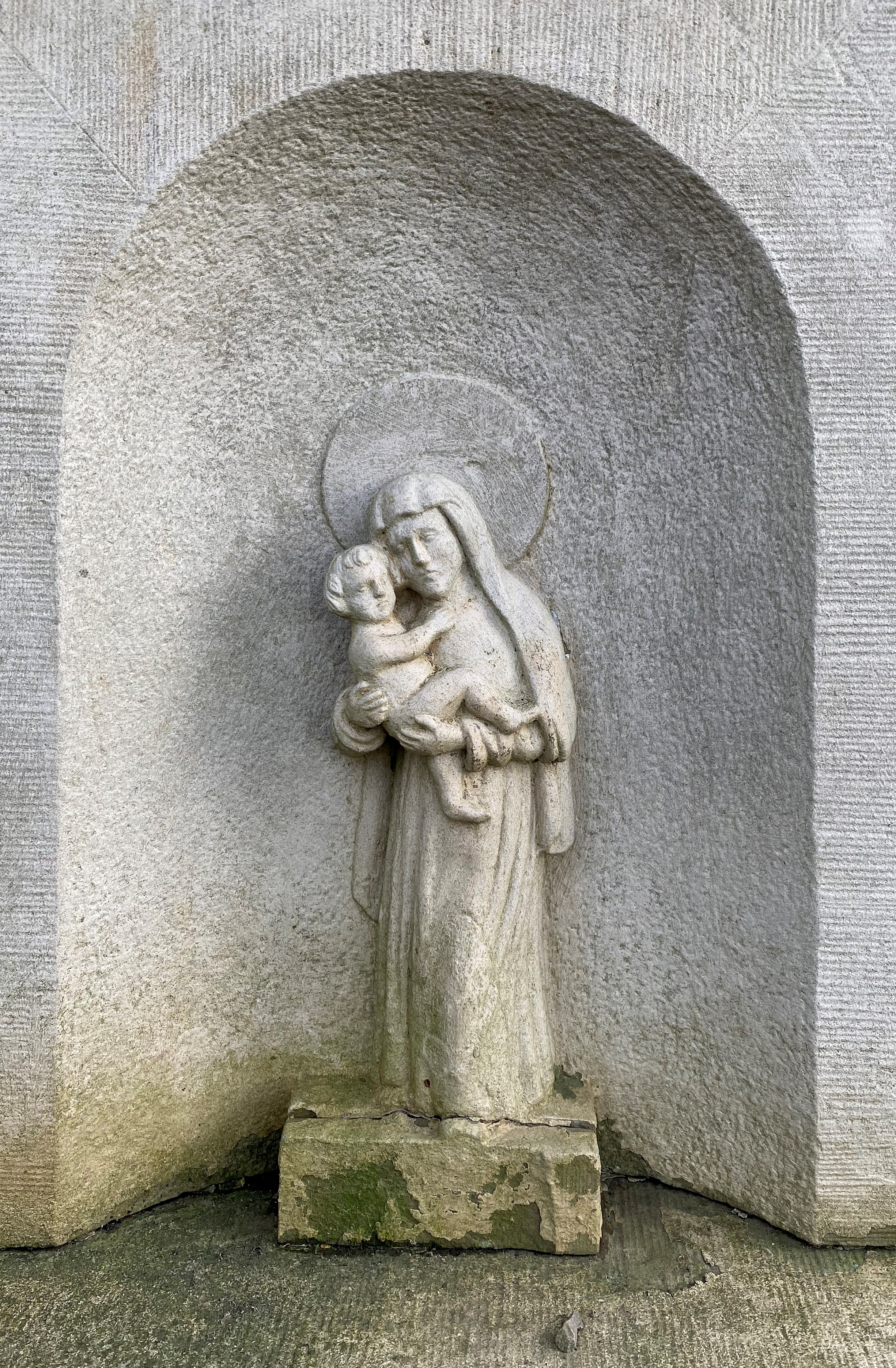
Relief mit Maria u. Jesuskind

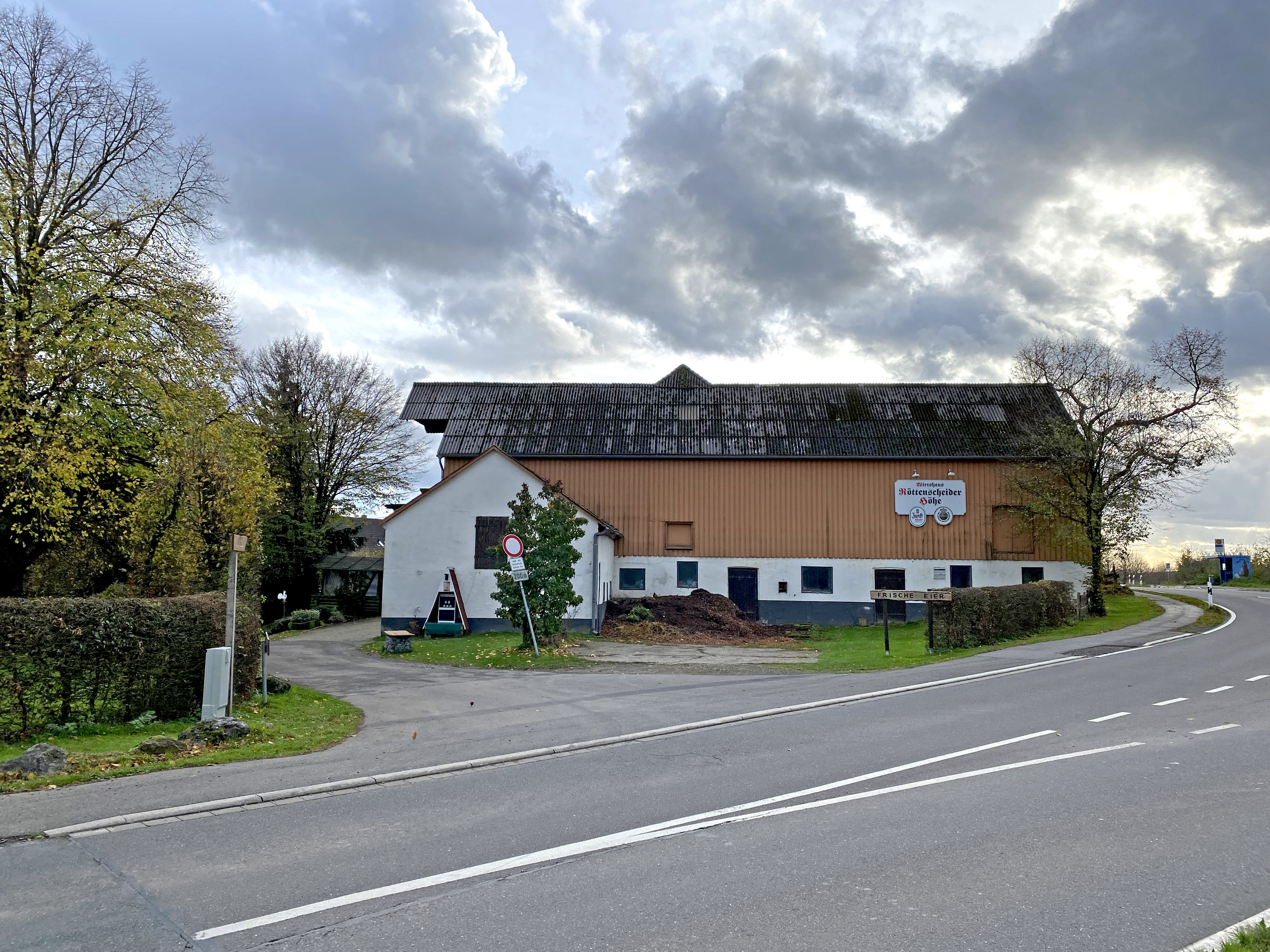
Hof in Oberröttenscheid

Oberröttenscheid ist eine Ortschaft von Wipperfürth im Oberbergischen Kreis im Regierungsbezirk Köln in Nordrhein-Westfalen (Deutschland).

## Lage und Beschreibung
Die Ortschaft liegt im Norden von Wipperfürth zwischen der Bevertalsperre und der Neyetalsperre an der Stadtgrenze zu Hückeswagen. Nachbarorte sind Niederröttenscheid, Elberhausen und Niederlangenberg. Im Westen fließt der Fürweger Bach und im Osten der Ortschaft entspringt der Oberröttenscheider Bach. Der Ort wird durch zwei große Höfe geprägt, einer davon ist zugleich das bekannte Wirtshaus Röttenscheider Höhe.
Vor diesem Wirtshaus ist ein altes Wegekreuz in gutem Zustand aus dem Jahr 1852 aufgestellt, das heute unter Denkmalschutz steht. Es trägt die Inschrift: "O’ ihr alle, die ihr vorüber gehet/Achtet und sehet ob ein Schmerz/wohl so grosz sei, wie der Meinige./Klagl. 1.12,/Errichtet zur höchsten Ehre Gottes von den Eheleuten Joh. Paul Schmidt und Wilhelmiena Bäcker im Jahre 1852." Der Mittelteil zeigt die hl. Maria mit dem Jesuskind im Arm.
Politisch wird der Ort durch den Direktkandidaten des Wahlbezirks 10 (100) Neye und Felderhof im Rat der Stadt Wipperfürth vertreten.

## Geschichte
1410 wird Röttenscheid erstmals genannt. Aus einer Urkunde dieses Jahres geht hervor, dass der Schultheiß in Eckenhoven neben anderen auch aus „Ruttenscheide“ Einkünfte bezieht. Die Karte Topographia Ducatus Montani aus dem Jahre 1715 zeigt drei Höfe und bezeichnet diese mit „o. Rüttenschdt“. In der Karte Topographische Aufnahme der Rheinlande von 1825 steht als Ortsbezeichnung „Rotterscheid“ geschrieben. Ab der Preußischen Uraufnahme von 1840 bis 1844 wird die heute gebräuchliche Bezeichnung „Ob. Röttenscheid“ verwendet.

## Busverbindungen
Über die im Ort gelegene Bushaltestelle der Linie 337 (VRS/OVAG) ist eine Anbindung an den öffentlichen Personennahverkehr gegeben.

## Wanderwege
Der vom SGV ausgeschilderte Rundwanderweg A1 beginnt am Wanderparkplatz des Ortes und führt wieder zu diesem zurück.